# Wer kriegt den Hund?
Wer kriegt den Hund? (Originaltitel: Who Gets the Dog?) ist eine US-amerikanische Filmkomödie von Huck Botko aus dem Jahr 2016. In den Hauptrollen sind Alicia Silverstone und Ryan Kwanten zu sehen. Die Veröffentlichung erfolgte in den USA am 13. September 2016 über das Internet und in Deutschland am 25. November 2016 direkt auf DVD.

## Handlung
Der Eishockeytorwart Clay und die Ärztin Olive sind seit einigen Jahren verheiratet, aber die Luft ist mittlerweile raus. Clay fühlt sich von Olives Kinderwunsch überfordert. Olive wiederum ist von seiner Verantwortungslosigkeit genervt, so dass sich beide trennen wollen. Als es um die Scheidung und den Auszug Clays aus der Wohnung geht, streiten sie sich darum, wer den gemeinsamen Hund Wesley behalten darf.
Mit ihren Versuchen, Wesley „auf ihre jeweilige Seite zu ziehen“, machen sie den Hund – und ihre Umwelt – ziemlich verrückt. Nachdem Clay versucht hat, Wesley zu entführen, beantragt Olive das alleinige Sorgerecht vor Gericht. Die Tierpsychologin Dr. Wendy wird vom Gericht beauftragt herauszufinden, wer am besten geeignet ist, sich um den Hund zu kümmern.  Weil Wesley durch das Hin- und Her mittlerweile Verhaltensauffälligkeiten zeigt, ziehen Clay und Olive zusätzlich den Hundetrainer Glenn Hannon zu Rate. Dieser ist von Anfang an mehr an einer Beziehung zu Olive als an dem Hund interessiert und intrigiert gegen Clay. Olive weist seine Annäherungsversuche zurück, doch Hannon stellt es vor Clay so hin, als hätte er eine Beziehung mit ihr.
Obwohl Dr. Wendy Olive als verantwortungsvoller wahrnimmt und damit für das alleinige Sorgerecht des Hundes empfiehlt, wird er vom Gericht Clay zugesprochen, da überraschend eine Urkunde aufgefunden wird, in der er als Wesleys Besitzer eingetragen ist. Clay ist darüber jedoch nicht glücklich, da er nie aufgehört hat, Olive zu lieben und ihre Traurigkeit über das Urteil und die ganze Trennungssituation bedauert. Er erkennt die Parallelen zu seiner Kindheit, in der er sehr unter der Scheidung der Eltern litt.
So bemüht er sich, mehr Verantwortung zu übernehmen und sich entsprechend zu verhalten. Als er die Einsamkeit des kleinen Neffen seines Freundes spürt, kümmert er sich um ihn. Er schafft es, ihn aus der Isolation zu holen und im Eishockey-Team der Kinder erfolgreich als Torwart zu integrieren. Später helfen ihm die beiden bei dem Versuch, Olive zurückzugewinnen, was aber zunächst scheitert.
Inzwischen erhält Clay die langersehnte Chance, in seinem Eishockey-Team als Torwart eingesetzt zu werden. Da läuft Wesley weg. Clay informiert Olive und gemeinsam suchen sie nach ihm. Als Olive sieht, dass Clay Wesley wichtiger als seine Eishockeykarriere ist, da er bei der Suche riskiert, zum ersten Spiel zu spät zu kommen, erkennt sie, dass Clay sich positiv verändert hat und das Paar kommt wieder zusammen. Sie werden Eltern eines Sohnes.

## Synchronisation
Die Synchronisation wurde von der Synchronfirma SPEEECH Audiolingual Labs durchgeführt. Die Dialogregie führte Kai Taschner.